# 나카시마 유다이
나카시마 유다이(일본어: 中嶋 雄大, 1984년 8월 31일 ~ )는 일본의 전 축구 선수이다.

## 구단 경력
과거 기라반츠 기타큐슈에서 활동하였다.